# Пертель, Тимо
Ти́мо Пе́ртель (нем. Timo Perthel; 11 февраля 1989, Кайзерслаутерн) — немецкий футболист, защитник клуба «Магдебург».

## Карьера
Дебютировал в Бундеслиге 3 мая 2009 года в матче против «Кёльна». Матч закончился поражением «Вердера» со счётом 0:1, а Пертель вышел на замену на 72-й минуте вместо Нимайера. В августе 2010 года отдан в аренду сроком на 1 год в австрийский «Штурм».